# Solar Pond
Ein Salinity Gradient Solar Pond, kurz Solar Pond (engl., deutsch Solarteich, Solarbecken oder Solarbassin), ist ein mit Salzwasser (Sole) gefülltes Becken (engl. Pond), das mit Süßwasser überschichtet ist. Die Dichte des Wassers nimmt mit steigender Wassertiefe zu (mit einem sogenannten Dichte-Gradienten, darum wird so ein Teich Salinity Gradient Solar Pond genannt), in Bodennähe ist konzentriertes Salzwasser und an der Oberfläche salzärmeres Wasser, zugeleitetes Süßwasser oder schlicht Regenwasser. Ein Solar Pond dient als Kollektor und Speicher für Sonnenwärme.
Die Wirkung als Solarwärmekollektor kommt zustande, weil beim Übergang reflektierter Lichtstrahlen oder ausgesandter Wärmestrahlen vom optisch dichteren Medium (Salzwasser) zum optisch dünneren Medium (salzärmeres Wasser) beim flachen Auftreten (= großer Einfallswinkel) des Lichtes an der Grenzfläche weitgehend Totalreflexion auftritt, dieser Teil der Licht- und Wärmestrahlen bleibt dadurch in unteren Wasserschichten „gefangen“ und wird schlussendlich absorbiert. Dabei tritt Totalreflexion nicht nur an einer Grenzfläche auf, sondern wegen des Gradienten an zahlreichen übereinander „gestapelten“ Schichten. Weil in Summe weniger Licht nach oben dringt als bei Süsswasserseen wirkt dadurch der Seegrund dunkler. 
Die besondere Speicherwirkung beruht auf der hohen Wärmespeicherkapazität von Wasser, der fehlenden vertikalen  Thermokonvektion aufgrund der weitgehend verharrenden Wasserschichtung mit Süßwasser oben und Salzwasser unten und der durch die Totalreflexion ausgelösten Verhinderung der Abstrahlung von Wärmestrahlung aus dem unteren Wärmereservoir. Verluste durch Wärmeleitung (siehe dazu Wärmeleitfähigkeit) müssen durch hohe Sonneneinstrahlung tagsüber ausgeglichen werden.
Der Effekt des Solar Ponds tritt auch in natürlichen Salzseen auf und wurde hiervon für die technische Nutzung abgeleitet (vgl. Bionik). Der Effekt wird beispielsweise in einer Lagune durch Regenfälle oder Süßwasserzufluss und Sonneneinstrahlung "gestartet", sofern sich leichteres Süßwasser über schwereres Salzwasser schichtet und eine Vermischung durch  Wellen unterbleibt (also bei Windstille). Ein natürlicher Solar Pond, an dem der Effekt besonders extrem zum Tragen kommt, ist der Solar Lake am Ufer des Roten Meeres in Ägypten.

## Physikalische Wirkungsweise
Die Dichte von Wasser nimmt oberhalb von 4 °C mit der Temperatur ab. Das heißt, Wasser ist umso leichter, je wärmer es ist. Durch den statischen Auftrieb steigt daher erwärmtes Wasser zur Oberfläche auf. An der Oberfläche gibt das Wasser durch Verdunstung Wärmeenergie an die Luft ab. Das Wasser an der Oberfläche kühlt ab. Durch die verminderte Temperatur hat das abgekühlte Wasser eine höhere Dichte und sinkt wieder nach unten. Im Gegenzug strömt von unten warmes Wasser nach. Es entsteht eine konvektive Zirkulationsströmung die das Gewässer schnell abkühlt.
Die Dichte von Wasser nimmt mit dem Salzgehalt zu. Daher sinkt Wasser mit hohem Salzgehalt. Es bildet sich eine Schichtung, bei der der Salzgehalt von oben nach unten zunimmt (Halokline). Schon bei mäßigem Unterschied zwischen dem Salzgehalt an der Oberfläche und dem am Boden, ist der Unterschied in der Dichte des Wassers größer als er durch unterschiedliche Temperatur sein kann. Eine Erwärmung des Wassers am Boden des Teichs führt daher nicht zu einer Zirkulationsströmung. Diese stabile Schichtung wird meromiktisch genannt. Eine heiße Wasserschicht am Boden des Teichs kann Wärmeenergie nur durch Wärmeleitung an das weiter oben liegende Wasser abgeben. Die Wärmeleitung von Wasser ist vergleichsweise gering. Die oberen Schichten wirken damit als Wärmedämmung.
Da der Teich trotz der reduzierten Verluste langsam Wärmeenergie verliert, kann die Temperaturschichtung im Teich auf Dauer nur erhalten bleiben, wenn der Sole Wärmeenergie zugeführt wird. Diese Wärmezufuhr muss direkt in den unteren Schichten des Teichs erfolgen. Dies wird dadurch erreicht, dass ein Teil der natürlich einfallenden Sonnenstrahlung die oberen Wasserschichten durchdringt und dann von den unteren Schichten oder dem dunklen Grund des Teichs absorbiert wird.

## Probleme / Technische Verbesserungen
Wenn die Wasserverluste durch Verdunstung an der Oberfläche und Versickerung im Untergrund nicht ständig durch Zuführung von Frischwasser ausgeglichen werden oder das auskristallisierte Salz am Grund des Ponds nicht abgeführt wird, dann wird der Pond auf Dauer austrocknen, bzw. irgendwann vollständig mit Salz gefüllt sein, wie dies bei natürlichen Salztonebenen und bei Salzpfannen in Salinen der Fall ist. In Solar Ponds ist dies unerwünscht.
Die Zuführung von Frischwasser mit geringer Salzkonzentration muss nahe der Oberfläche mit geringer Verwirbelung/Durchmischung erfolgen, denn das für die Temperaturschichtung notwendige Salzkonzentrationsgefälle wird sonst zerwirbelt. Die Wiedereinspeisung der Sole nach der Entnahme und Nutzwärmeauskopplung muss hingegen in die unteren Schichten des Ponds erfolgen.
Eine Möglichkeit zur Unterbindung der Verdunstung und der damit verbundenen Wasser- und Wärmeverluste ist die Abdeckung der Wasseroberfläche mit einer schwimmenden Folie. Eine solche Folie oder geeignete schwimmende Windbrecher helfen auch bei der Unterbindung von windinduzierten Wellen oder Strömungen, die eine Durchmischung und somit eine Zerstörung des Salzkonzentrationsgefälles bewirken.
Eine Trübung des Wassers durch die Salzkristalle, Algenwuchs oder andere Verunreinigungen führt dazu, dass ein höherer Anteil der Sonnenstrahlung nahe der Oberfläche absorbiert oder reflektiert wird und weniger Strahlung in die wärmespeichernde Soleschicht durchdringt. Eine solche Trübung ist daher im Allgemeinen unerwünscht, außer wenn sie auf die unteren Schichten begrenzt ist. Um die Wärmeabsorption von unten sicherzustellen, empfiehlt es sich bei künstlichen Solarponds, eine wärmeabsorbierende, dunkle Farbe auf dem Grund aufzubringen.
Um die Probleme mit der Aufrechterhaltung des Salzkonzentrationsgefälles zu umgehen, hat es erfolgreiche Versuche gegeben, die obere Schicht eines Solar Ponds statt aus Süßwasser aus organischem Polymer-Gel zu bilden. Das Gel ist leichter als die Sole und schwimmt dadurch oben, ist lichtdurchlässiger als Wasser, so dass mehr Energie die Soleschicht erreicht und ist hochviskos, so dass Konvektionsströmungen unterbunden werden.

## Nutzung
Aufgrund des oben erklärten Effektes ist ein Solar Pond auch ohne eine aufwändige und teure Wärmedämmung, wie sie bei konventionellen Warmwasserspeichern notwendig ist, mit relativ geringen Verlusten eine große Menge an Wärme zu speichern. Solar Ponds sind – anders als geschlossene Behälter – auch bei großen Abmessungen mit einfachen Mitteln billig herzustellen. Sie gelten daher als einfache Technik (Low-Tech) mit Potential für den Einsatz in sonnenreichen Entwicklungsländern. Die Gewinnung von Salz kann ein erwünschter Nebeneffekt sein.
Die im Solar Pond gespeicherte Wärme kann in verschiedener Weise genutzt werden:
- Heizwärme für Gebäudeheizung oder Niedertemperaturprozesswärme bei Nacht, oder bei Bewölkung mit reduzierter Sonneneinstrahlung
- Solare Klimatisierung
- Solare Meerwasserentsalzungsanlage
- Stromerzeugung mittels
  - Stirling-Motor
  - ORC-Kraftwerk
  - OTEC-Kraftwerk (Meereswärmekraftwerk)

Trotz langjähriger Entwicklung befindet sich die Nutzung von Solarponds zur Stromerzeugung auch heute noch im Entwicklungs- und Erprobungsstadium. Es gibt kaum größere kommerzielle Anlagen. Einige existierende oder ehemalige Forschungs- und Pilotanlagen sind:
- Das weltgrößte Solarpond-Kraftwerk war mit 5 MW Leistung das nahe Beit HaArava im Westjordanland (31° 47′ 45,9″ N, 35° 29′ 55,7″ O). Es war bis 1988 in Betrieb.
- Solarpond-ORC-Kraftwerk der Firma Ormat Technologies nahe En Boqeq, Israel[2]
- Solarpond-Anlage zur Versorgung einer Molkerei mit Wärme, erbaut von The Energy and Resources Institute (TERI) in Gujarat, Indien[3]